# Münster (Baviera)
Münster (Minschda am Leech in bavarese) è un comune tedesco di 1 053 abitanti, situato nel land della Baviera.